# Língua tigak
Tigak (ou Omo) é uma Língua austronésia falada por cerca de 6 mil pessoas (em 1991) no distrito Kavieng da província ]Nova Irlanda, Papua-Nova Guiné.
A área da língua Tigak inclui a capital provincial, Kavieng.

## Escrita
A língua usa oma forma bem reduzida do alfabeto latino sem as letras C, D, F, H, J, Q, W, X, Y, Z. Usa-se a forma Ng.

## Fonologia
Sons consoantess do Tigak
|           |         | Labial | Alveolar | Velar |
| --------- | ------- | ------ | -------- | ----- |
| Nasal     | Nasal   | m      | n        | ŋ     |
| Plosiva   | surda   | p      | t        | k     |
| Plosiva   | sonora  | b      |          | g     |
| Rótica    | Rótica  |        | r        |       |
| Fricativa | surda   | β      | s        |       |
| Fricativa | lateral |        | ɮ        |       |

/r/ também pode ser percebido como [ɾ] alofonicamente. Ambos /k, ɡ/ podem ser mais posteriotes.
|         | Anterior | Central | Posterior |
| ------- | -------- | ------- | --------- |
| Fechada | i        |         | u         |
| Medial  | e        |         | ɔ         |
| Aberta  |          | a       |           |

| Fonema | Alofones      |
| ------ | ------------- |
| /i/    | [i], [ɪ], [y] |
| /e/    | [e], [ɛ]      |
| /a/    | [ʌ], [a]      |

Duas vogais /i u/ em início de palavra também podem ser lproduzidas como alofones independentes [w j].

## Amostra de texto
Kus paratung, paralang ani a tamatene tivunan. Ri lapun, riga pisingiri pana ri karak, ve a va tivuri na Levaravu ve na Levarava. Va lakeak gura rek kalkalum malan tana palmit sakai a masat tana karek tangintol. Io, aisok te ri tivurek ina kavaiirek ve tavaiirek pana pok, ve kavulirek alu. A malmalasup ina 'kavul' gi malan tana rik tavaiirek pana ta kematan takteak vo rik vil apolokirek. Io, rega polok paspasal, ve ri lapun riga kalumirek rek polok paspasal, ve riga nangas tana kari akotong tana va tivuri, ve riga kusirek auneng, "Vo muk karau ve ga togon sakai anu riga pisingi pe Taugui. Anu gura ga anu ngangan ve nane ga togon tukul sula alu lo tuana tukul sula tatara.
Português
Um conto popular que fala sobre uma avó e netos. Uma velha que se chama 'velha senhora' e seus dois netos que se chamam Leverava e Levaravu. Essas duas crianças parecem ter cerca de seis anos de idade. Bem, o trabalho da avó deles é cuidar deles e dar-lhes comida para educá-los também. O significado de 'construir' (kavul) é que ela deve dar-lhes alguma força e fazê-los crescer. Bem, eles continuaram crescendo e ela ficou satisfeita com o cuidado com os dois netos e disse a eles: "Vocês vão brincar e tem um homem chamado Taugui. Esse homem é um canibal e também tem um canteiro de bambu,no no meio do nosso canteiro de bambu.<ref>[Tigak Organised Phonology Data Dados da fonologia Tigak]